# Adelascopora secunda
Adelascopora secunda är en mossdjursart som beskrevs av Hayward och Thorpe 1988. Adelascopora secunda ingår i släktet Adelascopora och familjen Microporellidae. Utöver nominatformen finns också underarten A. s. charcoti.